# Toshio Suzuki (producent filmowy)
Toshio Suzuki (jap. 鈴木 敏夫 Suzuki Toshio; ur. 19 sierpnia 1948) – japoński producent filmowy, jeden ze współzałożycieli Studia Ghibli. 

## Życiorys
Urodził się 19 sierpnia 1948 roku w Nagoi w prefekturze Aichi. W 1967 roku rozpoczął naukę na Uniwersytecie Keiō. Wydział Literatury ukończył w 1972 roku. Swą karierę zawodową rozpoczął w wydawnictwie Tokuma Shoten Publishing Co., Ltd. w Tokio, gdzie zaczął pracować wkrótce po zakończeniu studiów. Został tam przydzielony do działu planowania magazynu Asahi Geinō, gdzie był odpowiedzialny za stronę mangi.
W 1973 roku został redaktorem czasopisma Comic & Comic, gdzie zapoznał się i zaprzyjaźnił z takimi reżyserami, jak: Teruo Ishii, Sadao Nakajima czy Eiichi Kudō, a także z animatorami i artystami mangi. Wśród nich był słynny mangaka, Osamu Tezuka, nazywany bogiem mangi. 
Po przerwie został ponownie przypisany do sekcji fabularnej Asahi Geinō, która objęła tak różnorodne tematy, jak bōsōzoku (japońska subkultura związana z motocyklami), japońskie gangi motocyklowe czy atak terrorystyczny na siedzibę Mitsubishi Heavy Industries.
W 1975 roku Suzuki został przydzielony do redakcji miesięcznika Television Land. W 1978 roku został redaktorem nowo powstałego miesięcznika „Animage”. 

### Założenie studia Ghibli
W „Animage” pracując w charakterze edytora graficznego, zapoznał się z Hayao Miyazakim i Isao Takahatą, którzy pracowali nad animowanym filmem fabularnym pt. The Great Adventure of Horus, Prince of the Sun. 
Suzuki i Miyazaki spotkali się ponownie po wydaniu Zamku Cagliostro. Suzuki namówił Miyazakiego na napisanie artykułu w „Animage”. Tym razem spotkania doprowadziły do trwałej współpracy pomiędzy nimi. 
Artykuł Miyazakiego pt. Hayao Miyazaki, World of Romance and Adventure został wydany w sierpniowym numerze magazynu „Animage” z 1981 roku. Suzuki był jednym z tych, którzy ułatwili tworzenie i publikację mangi Miyazakiego, Nausicaä of the Valley of the Wind.
Pomagał przy wydaniu adaptacji mangi Miyazakiego, Nausicaä z Doliny Wiatru. Film miał swoją premierę w 1984, zdobył przychylne recenzje krytyków i dużą popularność. 
Razem z Hayao Miyazakim i Isao Takahatą założył w czerwcu 1985 roku studio Ghibli.
Isao Takahata później w wywiadzie stwierdził, że Suzuki odegrał kluczową rolę w założeniu studia.

### Suzuki dzisiaj
Toshio Suzukiego uznaje się dziś za jednego z najwybitniejszych japońskich filmowców. Jest producentem większości filmów studia Ghibli. Miał dwie nominacje do Oscara: jedną za Zrywa się wiatr w 2013 roku, a drugą w 2017 za film Czerwony żółw.

## Filmografia
Filmy studia Ghibli wyprodukowane przez Suzukiego:
- 1995: Szept serca (Mimi wo sumaseba)
- 1997: Księżniczka Mononoke (Mononoke-hime)
- 1999: Rodzinka Yamadów (Hōhokekyo tonari no Yamada-kun)
- 2001: Spirited Away: W krainie bogów (Sen to Chihiro no kamikakushi)
- 2002: Narzeczona dla kota (Neko no ongaeshi)
- 2004: Ruchomy zamek Hauru (Hauru no ugoku shiro)
- 2006: Opowieści z Ziemiomorza (Gedo senki)
- 2008: Ponyo (Gake no ue no Ponyo)
- 2010: Tajemniczy świat Arrietty (Karigurashi no Arrietty)
- 2011: Makowe wzgórze (Kokuriko-zaka kara)
- 2013: Zrywa się wiatr (Kaze tachinu)
- 2013: Księżniczka Kaguya (Kaguya-hime no monogatari)
- 2014: Marnie. Przyjaciółka ze snów (Omoide no Marnie)
- 2016: Czerwony żółw (La tortue rouge)